# Erich Auerbach
Erich Auerbach (Berlín, 9 de noviembre de 1892 - Wallingford (Connecticut), 13 de octubre de 1957) fue un filólogo, romanista y crítico literario alemán, inscrito en la tradición filológica de Ernst Robert Curtius, Leo Spitzer y Karl Vossler. 

## Biografía
Erich Auerbach nació en el seno de una familia de la burguesía judía berlinesa en 1892. Se escolarizó en el Colegio franco-alemán (actual Liceo franco-alemán), fundado por los hugonotes emigrados tras la revocación del Edicto de Nantes en el siglo XVII. Estudió Derecho en la Universidad de Heidelberg, donde destacó como alumno brillante; pero, atacado por la melancolía, su rendimiento estaba por debajo de sus posibilidades. Se doctoró con una convencional tesis de derecho penal en 1913 y, tras haber combatido en el arma de infantería durante la Primera Guerra Mundial, siendo herido y condecorado con la cruz de hierro, se doctoró por segunda vez en filología románica en 1921 y en 1929, después de haber sido bibliotecario de la Preußische Staatsbibliothek ("Biblioteca estatal de Prusia") de Berlín, se convirtió en miembro de la Facultad de Filología de la Universidad de Marburgo gracias a la ayuda de Leo Spitzer. Su tesis, publicada y celebrada por Walter Benjamin en 1929, se titulaba Dante, poeta del mundo terrenal (Dante als Dichter der irdischen Welt). Entretanto frecuentó el círculo del poeta alemán Stefan George y tradujo La Scienza nuova de Giambattista Vico. En 1923 se casó con Marie Mankiewitz, hija de un consejero de la corte, de la que tuvo un hijo, al que sus padres pusieron un nombre latino: Clemens.
Con el ascenso del Nazismo, como tantos otros intelectuales de origen judaico, se vio obligado a abandonar su puesto en 1935. Se refugió en Estambul, en cuya universidad trabajó entre 1936 y 1947. Allí escribió entre 1943 y 1945 su famoso estudio sobre la evolución del concepto de realismo desde la Grecia clásica hasta el siglo XX, Mimesis: Dargestellte Wirklichkeit in der abendländischen Literatur (Mímesis: la representación de la realidad en la literatura occidental), que publicó en Berna en 1946 y fue inmediatamente traducido en todo el mundo.
En 1947 emigró a los Estados Unidos y enseñó en la Universidad Estatal de Pensilvania; luego, trabajó en el Instituto para Estudios Avanzados de Princeton (1949-1950). Finalmente, en 1950, obtuvo el puesto de profesor de Filología Románica en la Universidad de Yale, que ocupó hasta su muerte en 1957; por entonces sostuvo violentas polémicas con Ernst Robert Curtius que le llevaron a una revisión crítica de su Mímesis; falleció en Wallingford (Connecticut) y entre sus discípulos destacó Frederic Jameson.

## Obra
Auerbach trabajó de una forma interdisciplinar y combinando diferentes enfoques metodológicos, dominándole en especial el de la historia de las ideas. Aparte de su obra maestra indiscutible, Mímesis, que se comentará en capítulo aparte, Auerbach es considerado uno de los grandes especialistas en Dante Alighieri o dantistas; sobre su Divina comedia trabajó durante toda su vida y al respecto mantuvo un especial contacto con el gran crítico italiano Benedetto Croce. Su temprano Dante, poeta del mundo terrenal, obra fundamental de la crítica textual europea, fue completado con Nuevos estudios dantescos.
Otro autor objeto de su predilección, al que tradujo en 1924 y al que no abandonó jamás fue Giambattista Vico, al que dedicó su estudio Intención y método (Über Absicht und Methode).
Publicado en 1938, el extenso artículo Figura es un estudio sobre la evolución de este concepto (que podría traducirse por "encarnación de la palabra") desde su aparición en Terencio y su modificación por parte San Agustín en adelante; se nutre sobre todo de sus lecturas de la Patrología latina de Jacques-Paul Migne, donde contemplaba la evolución histórica de figuras y eventos relatados también en el Antiguo Testamento (como el sacrificio de Isaac) prefigurando el Nuevo Testamento (la crucifixión de Jesús).
Lenguaje literario y público en la baja latinidad y en la Edad Media es una cala profunda en la Alta Edad Media y en el problema de la distinción entre los estilos sublime y humilde. En 1951 publicó Philologie der Weltliteratur ("Sobre la filología de la literatura mundial"). Por último, Auerbach sostuvo una correspondencia teológica no publicada con prelados sobre puntos de la doctrina católica.

## Mimesis: La representación de la realidad en la literatura occidental
Mimesis ('representación' en griego) es el título del libro que redactó en el exilio en Estambul durante la Segunda Guerra Mundial entre 1942 y 1945, con la penuria bibliográfica que le suministraba no poder recurrir sino a la biblioteca pública de Estambul, lo que, en todo caso, puede ser mirado también como un beneficio para el libro, que sintentiza así mejor su mensaje; la obra se editó en Berna en 1946 y fue en 1951 traducida al español, y luego al inglés (1953), italiano (1956), polaco (1964) y al francés (1977). 
El propósito de este ensayo sobre literatura comparada era seguir y presentar las metamorfosis del realismo a través de la evolución del concepto de imitación en la literatura occidental desde Homero hasta Virginia Woolf, pasando por Petronio, San Agustín, Giovanni Boccaccio, Montaigne, Rabelais, Shakespeare, Cervantes, Voltaire, Stendhal, Balzac, Flaubert, Zola y Marcel Proust, con un extraordinario acopio de erudición (Auerbach dominaba entre otras lenguas el francés, el italiano y el latín). Utiliza textos característicos de cada autor (entre ellos el capítulo X del Don Quijote) que en cada caso se transcriben y traducen para que el lector pueda seguir cabalmente el análisis. Comienza comparando la estética de Homero, atenta sólo a los más altos personajes y donde lo real se le aparece transfigurado en idelizada imagen heroica, con la estética emanada de la Biblia, de sesgo más historicista y realista, ya que ambos son los textos fundamentales, los pilares de la cultura occidental: la tradición grecolatina y la tradición judeocristiana; este capítulo fue, sin embargo, suprimido del texto final y sólo modernamente ha sido publicado.
El Cristianismo superó alterándola o excediéndola la estricta división de géneros de la literatura clásica, fundada en la acomodación del lenguaje de la representación según la dignidad de lo representado, fundamental en la Poética de Aristóteles, quien separaba retóricamente el estilo bajo, que debía aplicarse a géneros también "bajos" (comedia y sátira), y el estilo elevado o sublime, apto solamente para la tragedia y la epopeya, ya que sus protagonistas eran personajes de alta alcurnia (reyes, príncipes, nobles, héroes o incluso dioses). Señala la circunstancia de la triple negación de San Pedro como ejemplo de que el espíritu de los tiempos había cambiado, algo que ya había observado al referirse a la prueba que sufrió Abraham cuando Yahvé le exigió sacrificar a su hijo Isaac; la Edad Media impuso, pues, a su modo, un realismo anticlásico: la literatura moderna incorporará lo cotidiano al mundo poético rematando ese proceso de secularización acelerado desde los principios del ochocientos con el cuadro de costumbres y la comédie larmoyante o comedia lacrimógena del siglo XVIII, y el Prerromanticismo, con su sensibilidad para lo histórico, preparan la revolución estilística de Stendhal y Balzac; el Realismo se desplegará e irá volviendo cada vez más complejo y extremo hasta llegar a los refinamientos (ironía, amargura o desesperación) de la literatura moderna. 
Mimesis da cuenta de la forma en que la vida cotidiana en su gravedad se ha representado por numerosos escritores occidentales, desde la antigua Grecia y el imperio romano, escritores como Petronio y Marcelino, escritores renacentistas como Boccaccio, Montaigne, Rabelais, Shakespeare y Cervantes. Auerbach se disculpa por las fuentes insuficientes de su trabajo; sin embargo, la crítica cree que fue un acierto accidental, pues se centra en una lectura atenta de los textos más que en una evaluación global.
El modo en que opera Mimesis ha sido descrito entre los críticos contemporáneos como historicismo, desde que Auerbach consideró que la realidad está representada en la literatura de varios periodos para estar íntimamente vinculada a las convenciones sociales e intelectuales del tiempo en que fueron escritas. Auerbach se consideraba a sí mismo un perspectivista histórico de la tradición alemana, extrapolando características específicas de los géneros literarios, gramática, sintaxis y dicción a cuestiones mucho más amplias de orden histórico y cultural. De Mímesis, Auerbach dijo: "Mi propósito es siempre escribir historia". 
El capítulo más célebre es el primero, La cicatriz de Ulises, donde Auerbach compara la escena del libro 19 de la Odisea de Homero, cuando Ulises finalmente regresa de su largo viaje de veinte años, con el Génesis 22:1, la historia del sacrificio de Isaac. Destaca la consistencia en los personajes de la Odisea frente a la profundidad psicológica de las figuras del Antiguo Testamento, y da una impresión más histórica que la Odisea, que clasifica como más cercana a la leyenda ya que todos sus detalles son ociosamente desarrollados y todas las acciones ocurren en presente simple; e incluso las descripciones del pasado están narradas en tiempo presente. En el contexto de la comparación, Auerbach traza su famosa conclusión de que la reivindicación de la verdad de la Biblia es tiránica, pues sus muchas omisiones establecen con insistencia que es el único mundo posible, con un dios que lo organiza todo, y donde el lector debe interpretar una verdad polifacética, en la que debe asumir, por ejemplo, que el Antiguo Testamento prefigura al nuevo.

## Libros
- Dante als Dichter der irdischen Welt (1929).
- Roman Filolojisine Giris, Istanbul Universitesi Edebiyat Fakultesi: Horoz Yayinevi, 1944.
- Mimesis: Dargestellte Wirklichkeit in der abendländischen Literatur (Berna: Francke, 1946).
- Neue Dantenstudien (1944).
- Literatur sprache und Publikum in der lateinischen Spätantike und im Mittelalter (Berna: Francke, 1958).
- "Figura", en: Archivum Romanicum 1938 (22 Jg.), pp. 436–489.
- Vier Untersuchungen zur Geschichte der französischen Bildung (1951). Trad. París, Mácula, 1998.
- Philologie der Weltliteratur (1951).

## Ediciones en español
- Dante, poeta del mundo terrenal. El Acantilado. 2008. ISBN 978-84-96834-51-4.
- Figura. Editorial Trotta. 1998. ISBN 978-84-8164-229-2.
- Lenguaje literario y público en la Baja Latinidad y la Edad Media. Editorial Seix Barral. 1966. ISBN 978-84-322-0188-2.
- Mímesis. Fondo de Cultura Económica de España. 1983. ISBN 978-84-375-0242-7.